# Scalera Film
La Scalera Film è stata una società di produzione e distribuzione cinematografica italiana, attiva dal 1938 al 1950. Annunci e programmi di produzione le fanno guadagnare, fin dal 1939, il titolo di «massima casa italiana». Nel periodo 1940-1943 fu la casa cinematografica italiana con il maggior numero di film prodotti.

## Storia
L'atto di nascita della Scalera Film è datato marzo 1938. È fondata dai fratelli Scalera, Salvatore e Michele, dietro suggerimento di Mussolini che gli prospetta un buon affare, anticipando loro le oramai prossime leggi sull'incremento produttivo (la cosiddetta "Legge Alfieri"), che concede robusti finanziamenti alle produzioni nazionali, e quella sul monopolio, una legge che di fatto blocca in gran parte l'importazione della cinematografìa estera (soprattutto americana) favorendo una più ampia produzione di film italiani. Mussolini, interessato al decollo di Cinecittà e all'esplosione autarchica di questa nuova industria, ha bisogno urgente di coinvolgere imprenditori per farli investire nella cinematografia.
I napoletani Salvatore e Michele Scalera, insieme al fratello Carlo, sono costruttori edili, i più attivi nell'edilizia civile a Napoli e a Roma, e, soprattutto, i principali destinatari degli appalti del regime: costruzioni di aeroporti civili e militari, realizzazione delle più importanti opere stradali dell'Impero (come la Asmara-Massaua in Eritrea e la litoranea Tripoli-Bengasi in Libia).
Dovendo e volendo rimpiazzare la produzione hollywoodiana allontanata dal monopolio, la Scalera adotterà in modo programmatico, unica casa italiana, lo studio system statunitense. Viene creata una casa di distribuzione e vengono rilevati gli studi della Caesar Film. Attori, registi e tecnici verranno messi sotto contratto esclusivo: Gino Cervi, Fosco Giachetti, Ruggero Ruggeri, Rossano Brazzi, Carlo Ninchi, Massimo Serato; Emma e Irma Gramatica, Isa Pola, Luisa Ferida, Doris Duranti; i registi Mario Bonnard, Amleto Palermi, Goffredo Alessandrini, Corrado D'Errico; i tecnici Ubaldo Arata, Massimo Terzano, Otello Martelli, Romolo Garroni, Sergio Pesce, Pietro Cavazzuti, Ercole Pace.

Michele Scalera (al centro), tra il regista Jean Renoir e Vittorio Mussolini (1940).

La Scalera cercherà un suo stile e un'immagine da casa "internazionale", trionfo dell'estetica da studio, uno stile teatral-letterario, lussuoso, artificioso. Sarà anche la casa che maggiormente sosterrà l'incremento della produzione italiana del periodo: 6 film prodotti nel 1938, 8 nel '39, 10 nel '40, 9 nel '41, 13 nel '42. Numerose saranno anche le coproduzioni internazionali, specialmente con la Francia, girate in Italia da registi stranieri e a volte con un cast misto come: Papà Lebonnard, Ultima giovinezza, Rosa di sangue, Ecco la felicità, Tosca. Alcuni film francesi invece comprendono una quota Scalera minoritaria (un preacquisto per la distribuzione italiana) grazie all'accordo con il produttore André Paulvé. Fra questi spiccano anche titoli di grande prestigio: Les visiteurs du soir (L'amore e il diavolo), Les enfants du paradis (Amanti perduti), La Belle et la Bête (La bella e la bestia).
A partire dal 1941 è anche la casa cinematografica che più si assume l'onere della produzione di guerra e di propaganda. Pellicole come Giarabub o Alfa Tau! ne sono un esempio. Anche Uomini sul fondo, per la regia di Francesco De Robertis, ne fa parte. Ma è girato dal vero sui mari, senza retorica, e viene oggi considerato uno dei film anticipatori del neorealismo. In questo settore della produzione Scalera avviene anche l'esordio alla regia di Roberto Rossellini (subentrando a De Robertis) con La nave bianca.
Un supporto indiretto alla propaganda di guerra, attraverso una rappresentazione simbolica della storia, lo danno anche alcuni film d'ambiente veneziano: Il bravo di Venezia, Il ponte dei sospiri, Capitan Tempesta, Il leone di Damasco, I due Foscari. A quest'ultimo film collabora anche un giovanissimo Michelangelo Antonioni e che, sotto contratto Scalera e grazie all'intercessione del direttore della fotografia Ubaldo Arata, verrà anche inviato in Francia come coregista di Marcel Carné per il già citato Les visiteurs du soir.
Dopo il 25 luglio 1943 la produzione del cinema italiano, allo sbando, si arresta completamente. Michele e Salvatore verranno addirittura arrestati dai badogliani. A settembre invece, con l'occupazione tedesca di Roma e la nascita della Repubblica Sociale Italiana, Ferdinando Mezzasoma e Luigi Freddi decidono di trasferire la produzione italiana a Venezia creando il Cinevillaggio. La Scalera, che ha già degli studi cinematografici nel territorio veneziano (alla Giudecca) diventa così una delle case cinematografiche dislocate a Venezia. Pochi però furono i registi, gli artisti e i tecnici che, aderendo all'invito di Freddi e Mezzasoma, si trasferirono da Roma a Venezia. Pochi saranno i film prodotti dalla Scalera sotto la Repubblica Sociale Italiana, ma anch'essi faranno parte delle difficoltà in cui si troverà la casa nell'immediato dopoguerra.

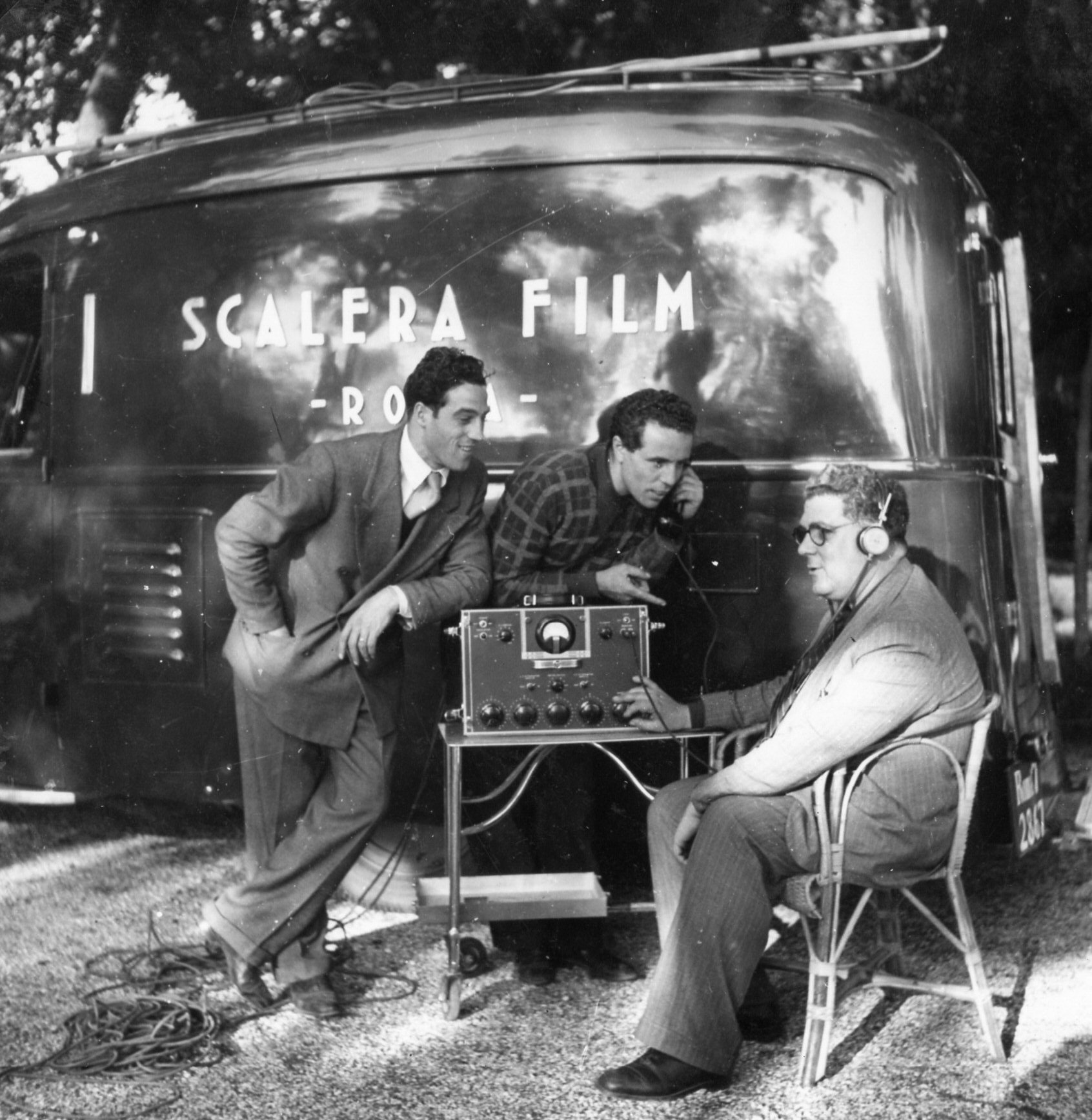
Una delle "squadre" sonore della Scalera (al centro il fonico Ercole Pace).

Dopo la Liberazione la stretta dipendenza della Scalera dalla politica, cinematografica e non, dello stato fascista la pone nell'occhio del ciclone. Michele Scalera finisce sotto processo per «ingiustificato arricchimento». Viene assolto ma, anche se nel cinema italiano non si procede a nessun tipo di epurazione, l'ostilità verso la casa di produzione è largamente riscontrabile, e si trasferisce in qualche modo sui suoi prodotti. Un elemento per ricostruire la propria immagine, cercando allo stesso tempo di occultare gli aspetti più scomodi del proprio passato, è quello di aver avviato per prima le già citate coproduzioni internazionali, una sorta di strategia di alleanze europee, continuata anche in pieno conflitto.
Dopo l'uscita fallimentare di alcune pellicole del periodo fascista rieditate, si riparte, già nella stagione 1946-47, con un programma di inequivocabile ambizione internazionale, continuazione ideale della tipica produzione Scalera del periodo prebellico. Le coproduzioni sono molte e ad ampio raggio, i teatri di posa vengono rilanciati e la distribuzione potenziata. I listini sono ricchissimi di titoli, tra i quali spicca anche La Grande illusion (La grande illusione) di Jean Renoir, film censurato dal fascismo (malgrado il film sia stato presentato al Festival Venezia nel 1937 e premiato «per il miglior complesso artistico»).
Nel 1949 viene anche presentato il primo film internazionale realizzato in Italia da un produttore statunitense, Black Magic (Gli spadaccini della Serenissima alias Cagliostro) di Gregory Ratoff con Orson Welles, che ha accettato di interpretare questo film anche per tentare di convincere Michele Scalera a finanziare un suo progetto per la realizzazione di un Otello (il film uscì nel 1952). La Scalera finanziò il progetto di questa produzione, ma la crisi finanziaria colpì la casa e il fallimento arrivò qualche giorno prima dell'inizio della lavorazione del film: «Ci trovammo in Marocco con una troupe di trentacinque tecnici, più tutti gli attori. Naturalmente non c'erano soldi e i costumi che dovevano arrivare dall'Italia non arrivarono».
Con l'apertura ad una collaborazione italo-americana Michele Scalera si era illuso di poter rilanciare la casa, che non riesce a recuperare un'esposizione finanziaria: le difficoltà balzano alla ribalta della cronaca già nel 1950 (la stampa specializzata scrive di un passivo di un miliardo e mezzo di lire). Michele Scalera è obbligato a rispondere pubblicamente, smentendo la voce del passivo, ma confermando una difficoltà finanziaria dovuta a un problema con le banche creditrici. Scalera si rivolge anche al sottosegretario Andreotti con la richiesta di intercedere presso l'IMI per un prestito garantito sugli immobili di Roma e Venezia, ma l'IMI rifiuta. È, probabilmente, l'ultimo tentativo per salvare la casa cinematografica dal fallimento. La Scalera verrà messa in liquidazione nell'aprile del 1952.

## Produzioni
- L'argine, regia di Corrado D'Errico (1938)
- Jeanne Doré, regia di Mario Bonnard (1938)
- Inventiamo l'amore, regia di Camillo Mastrocinque (1938)
- I figli del marchese Lucera, regia di Amleto Palermi (1938)
- La vedova, regia di Goffredo Alessandrini (1939)
- Rosa di sangue, regia di Jean Choux (1939)
- Io, suo padre, regia di Mario Bonnard (1939)
- Le sorprese del divorzio, regia di Guido Brignone (1939)
- Papà Lebonnard, regia di Jean de Limur (1939)
- Ultima giovinezza, regia di Jeff Musso (1939)
- Papà per una notte, regia di Mario Bonnard (1939)
- Follie del secolo, regia di Amleto Palermi (1939)
- Cavalleria rusticana, regia di Amleto Palermi (1939)
- Processo e morte di Socrate, regia di Amleto Palermi (1939)
- Il documento, regia di Mario Camerini (1939), coprodotto con Peppino Amato per la SECET
- Il socio invisibile, regia di Roberto Roberti (1939)
- Il ponte di vetro, regia di Goffredo Alessandrini (1940)
- Il signore della taverna, regia di Amleto Palermi (1940)
- Kean, regia di Guido Brignone (1940)
- Il ponte dei sospiri, regia di Mario Bonnard (1940)
- Boccaccio, regia di Marcello Albani (1940), prodotto come Venus Scalera
- Ritorno, regia di Géza von Bolváry (1940), coprodotto con l'Italia Film
- Lucrezia Borgia, regia di Hans Hinrich (1940)
- Miseria e nobiltà, regia di Corrado D'Errico (1940)
- Ecco la felicità!, regia di Marcel L'Herbier (1940)
- Tosca, regia di Carl Koch e Jean Renoir (1941), coprodotto con la Era Film
- Uomini sul fondo, regia di Francesco De Robertis (1941)
- Il re del circo, regia di Hans Hinrich (1941), coprodotto con l'Itala Film
- La compagnia della teppa, regia di Corrado D'Errico (1941)
- Il bravo di Venezia, regia di Carlo Campogalliani (1941)
- La nave bianca, regia di Roberto Rossellini (1941)
- Il re si diverte, regia di Mario Bonnard (1941)
- È caduta una donna, regia di Alfredo Guarini (1941)
- Una signora dell'Ovest, regia di Carl Koch (1942)
- Capitan Tempesta, regia di Corrado D'Errico (1942)
- Il leone di Damasco, regia di Corrado D'Errico ed Enrico Guazzoni (1942)
- Tragica notte, regia di Mario Soldati (1942)
- Arriviamo noi!, regia di Amleto Palermi (1942)
- Giarabub, regia di Goffredo Alessandrini (1942), coprodotto con la Era Film
- Perdizione, regia di Carlo Campogalliani (1942)
- Alfa Tau!, regia di Francesco De Robertis (1942), coprodotto con il Centro Cinematografico Ministero della Marina
- Noi vivi, regia di Goffredo Alessandrini (1942), coprodotto con la Era Film
- Addio Kira!, regia di Goffredo Alessandrini (1942), coprodotto con la Era Film
- Don Giovanni, regia di Dino Falconi (1942)
- I due Foscari, regia di Enrico Fulchignoni (1942)
- Il fanciullo del West, regia di Giorgio Ferroni (1943)
- Dagli Appennini alle Ande, regia di Flavio Calzavara (1943), prodotto dalla Incine (Industrie Cinematografiche S.A.) associata Scalera
- Il treno crociato, regia di Carlo Campogalliani (1943), coprodotto con la Superba Film Genova
- Sempre più difficile, regia di Renato Angiolillo (1943), prodotto come Incine-Scalera-Cristallo
- Sant'Elena, piccola isola, regia di Umberto Scarpelli e Renato Simoni (1943)
- I bambini ci guardano, regia di Vittorio De Sica (1944)
- Resurrezione, regia di Flavio Calzavara (1944), prodotto come Incine-Scalera Film
- Macario contro Zagomar, regia di Giorgio Ferroni (1944)
- Rosalba, regia di Ferruccio Cerio e Max Calandri (1944), quasi sicuramente mai proiettato[12]
- Fiori d'arancio, regia di Hobbes Dino Cecchini (1944)
- Carmen, regia di Christian-Jaque (1945), prodotto come Scalera-Invicta
- Lettere al sottotenente, regia di Goffredo Alessandrini (1945)
- La vita semplice, regia di Francesco De Robertis (1945)
- Senza famiglia, regia di Giorgio Ferroni (1946)
- Ritorno al nido, regia di Giorgio Ferroni (1946)
- La gondola del diavolo, regia di Carlo Campogalliani (1946)
- La Bohème, regia di Marcel L'Herbier (1946), prodotto come Scalera-Invicta Film
- Uomini e cieli, regia di Francesco De Robertis (1947)
- Sinfonia fatale, regia di Victor Stoloff (1947), coprodotto con la Società delle Nazioni
- La Certosa di Parma, regia di Christian-Jaque (1947), coprodotto con la Excelsa Film e la francese Paulvé Film
- Lohengrin, regia di Max Calandri (1947), coprodotto con Gennaro Proto
- La grande aurora, regia di Giuseppe Maria Scotese (1948)
- Il tiranno di Padova, regia di Max Neufeld (1948)
- Rocambole, regia di Jacques de Baroncelli (1948), coprodotto con la Paulvé
- Follie per l'opera, regia di Mario Costa (1948), coprodotto con la G.E.S.I.
- Una lettera all'alba, regia di Giorgio Bianchi (1948), coprodotto con Giuseppe Amato
- La città dolente, regia di Mario Bonnard (1949), coprodotto con l'Istria Film
- Alba di sangue (Mare nostrum), regia di Rafael Gil (1949), coprodotto con la spagnola Suevia Films
- Marinai senza stelle, regia di Francesco De Robertis (1949)
- Al diavolo la celebrità, regia di Mario Monicelli e Steno (1949), coprodotto con la Produttori Associati
- La montagna di cristallo (The Glass Mountain), regia di Henry Cass (1949), coprodotto con la londinese Victoria Film
- Una voce nel tuo cuore, regia di Alberto D'Aversa (1949), coprodotto con la Titania Film
- La rivale dell'imperatrice, regia di Jacopo Comin e Sidney Salkow (1950), coprodotto con la Tuscania Film e la londinese Valiant Film
- Margherita da Cortona, regia di Mario Bonnard (1950), coprodotto con la Secolo Film
- Il mulatto, regia di Francesco De Robertis (1950)
- La strada buia, regia di Marino Girolami e Sidney Salkow (1950), coprodotto con la Venus Film
- Otello, regia di Orson Welles (1952), coproduzione

## Distribuzione
- La vita del dottor Koch (Robert Koch, der Bekämpfer des Todes), regia di Hans Steinhoff (1939)
- Gentiluomini di mezzanotte (Le club des aristocrates), regia di Pierre Colombier (1940)
- Capitan Furia, regia di Hal Roach (1940)
- Crociera d'amore, regia di Tay Garnett (1940)
- L'albergo delle sorprese, regia di Ray McCarey (1940)
- La taverna della Giamaica (Jamaica Inn), regia di Alfred Hitchcock (1939)